# Ixi
Ixi, geboren als Gaby Tiedemann (Elmshorn, 4 november 1962) is een Duitse zangeres uit de NDW-periode.

## Carrière
Tiedemann begon op 8-jarige leeftijd op advies van haar ouders met muziek- en zangonderricht. Haar carrière als zangeres begon, ten ze op het eind van 1981 op een party twee producenten leerde kennen. Samen met Felix Kautsky ontstond een demo-tape van het nummer Detlev. Balthasar Schramm, toentertijd jurastudent en later de chef van Sony, ging zonder medeweten van Ixi daarmee naar Metronome Records, waarvan de productmanager enthousiast was, omdat ze voor hun chef Detlev een passend verjaardagscadeau zochten. De single werd echter door de Duitse radio-organisaties wegens een bepaald refreingedeelte niet in het programma opgenomen, maar in Bravo voorgesteld, en verkocht niet slecht. Wegens de radioboycot werd nog een promosingle geproduceerd, waarbij dit refreingedeelte met een pieptoon werd versluierd. Na het succes van Der Knutschfleck zond het muziekprogramma Formel Eins in 1983 ook de video van Detlev uit, waarbij de Bayerischer Rundfunk afhaakte, wat herhaaldelijk gebeurde als het over het thema homoseksualiteit op de televisie ging.
Met de single Der Knutschfleck lukte haar haar eerste grote commerciële succes. De song plaatste zich in april 1983 in de Duitse singlehitlijst en bereikte na vier weken een 8e plaats. Het bleef echter bij dit ene succes. Verdere singles verkochten niet meer. Ook in 1983 ontstond onder regie van Siggi Götz de teenager-komedie Plem, Plem – Die Schule brennt. Ixi speelde naast Thomas Ohrner een keukenhulp in een psychiatrische kliniek. Ook deze film kende geen noemenswaardig succes. In 1985 keerde ze voor een jaar als presentatrice terug op het beeldscherm. Daarna werkte ze negen jaar lang bij Radio Schleswig-Holstein als radiopresentatrice. Tegenwoordig treedt ze af en toe op als zangeres bij lokale bands.

## Privéleven
Gaby Tiedemann is sinds 1989 getrouwd en is moeder van drie dochters.

## Discografie

### Singles
- 1982: Detlev
- 1983: Der Knutschfleck
- 1983: Handkuss
- 1984: Etagenbett
- 1995: Knutschfleck '95

### Albums
- 1983: Der Knutschfleck

- Gemeinsame Normdatei: 134414977
- International Standard Name Identifier: 0000 0000 5852 3657
- MusicBrainz: dc126149-6a05-4e5a-95bc-422a88dcf9ce
- Virtual International Authority File: 79613120
- WorldCat: E39PBJgMwJRqdtpT69dCFyM773